# Kinderziekenhuis

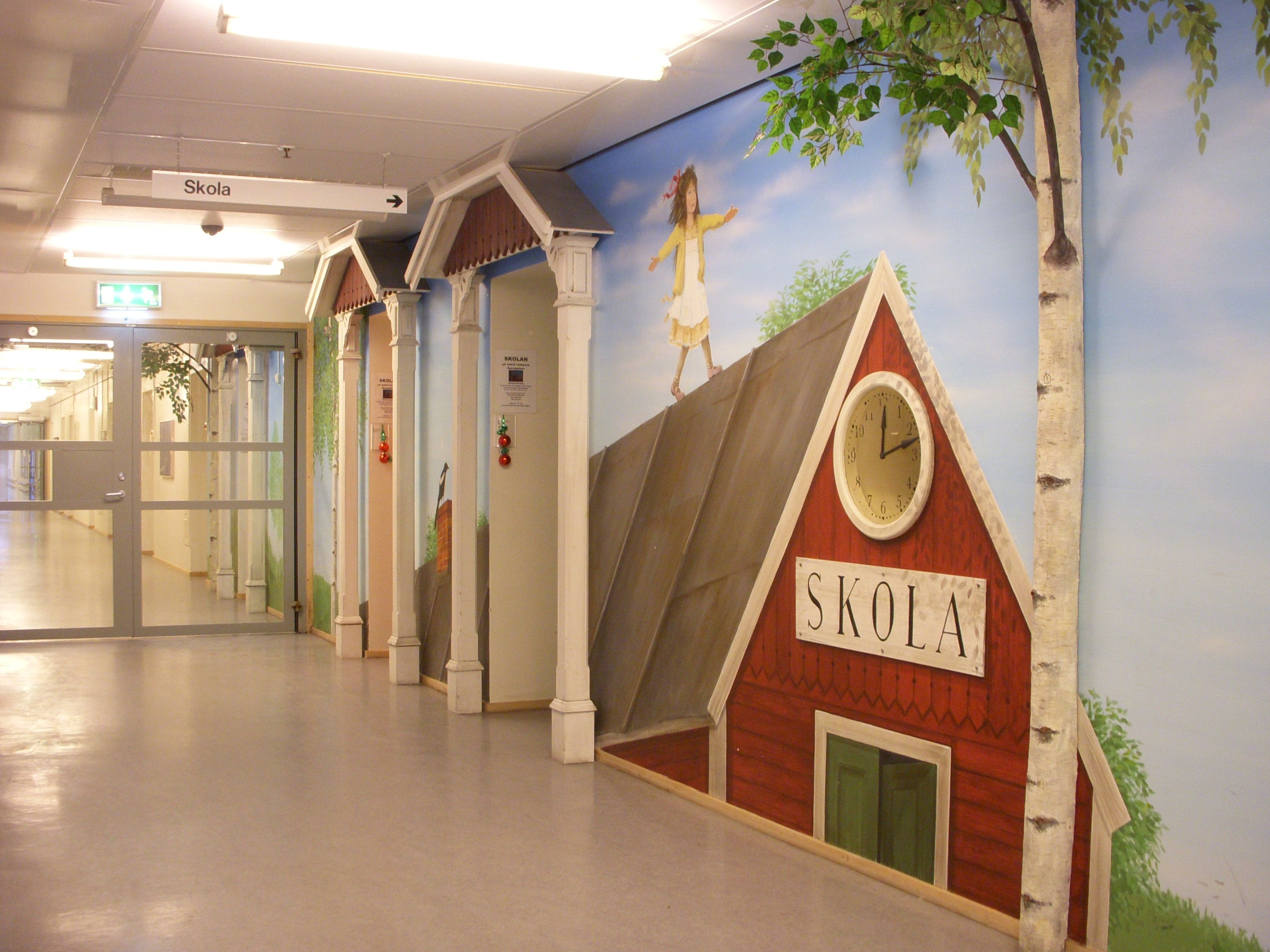
Astrid Lindgrens kinderziekenhuis in Solna, Zweden

Een kinderziekenhuis is een ziekenhuis gespecialiseerd in de behandeling van kinderen. De algemene benaming voor deze zorg is pediatrie, maar er zijn allerlei specialismen zoals neonatologie, kinderchirurgie en kinderoncologie. Daarnaast is er veel kennis van aandoeningen met een genetische oorzaak zoals stofwisselingsziekte en taaislijmziekte.
Een ander aspect waarin kinderziekenhuizen zich onderscheiden van gewone ziekenhuizen is de speciale aandacht voor de ontwikkeling van het kind. Er is een school(tje) voor kinderen die er langdurig verblijven, er wordt veel aandacht besteed aan de voorbereiding op een behandeling/operatie, de ouders worden bij de behandeling betrokken en er is pedagogische en maatschappelijke hulpverlening.

## België
- Universitair Kinderziekenhuis Koningin Fabiola te Brussel
- Universitair Koningin Mathilde Moeder- en kindcentrum te Antwerpen
- Kinderziekenhuis Koningin Paola te Antwerpen
- Kinderziekenhuis Prinses Elisabeth van het UZ Gent

## Nederland
- Sophia Kinderziekenhuis te Rotterdam
- Emma Kinderziekenhuis/AMC te Amsterdam
- Wilhelmina Kinderziekenhuis te Utrecht
- Juliana Kinderziekenhuis te Den Haag
- Beatrix Kinderziekenhuis/UMCG te Groningen
- Willem-Alexander Kinderziekenhuis (WAKZ) te Leiden
- Radboudumc Amalia kinderziekenhuis te Nijmegen
- Prinses Máxima Centrum te Utrecht
- MosaKids Kinderziekenhuis (MUMC+) te Maastricht